# Scoriodyta patricki
Scoriodyta patricki är en fjärilsart som beskrevs av Peter Hättenschwiler 1989. Scoriodyta patricki ingår i släktet Scoriodyta och familjen säckspinnare. Inga underarter finns listade.